# ملا نصرالدین

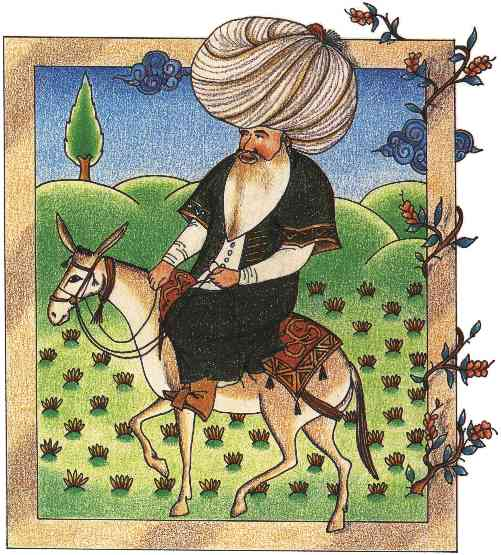
مینیاتوری از ملا نصرالدین سده هفدهم، که هم‌اکنون در کتابخانه موزه کاخ توپ‌قاپی است.

ملا نصرالدین، شخصیتی منتقد و فلسفی در فرهنگ‌ ایرانی، افغانستانی، ترکیه‌ای، ازبکی، عربی، قفقازی، هندی، پاکستانی و بوسنی است که در یونان هم محبوبیت زیادی دارد و در ازبکستان هم شناخته شده‌است.
ملا نصرالدین در ایران بیش  جای دیگر به عنوان شخصیتی منتقد و نمادین محبوبیت دارد.
دربارهٔ وی داستان‌های لطیفه‌آمیز فراوانی نقل می‌شود. این که وی شخصی واقعی بوده یا افسانه‌ای روشن نیست. برخی منابع او را واقعی دانسته و هم روزگار با تیمور لنگ (درگذشته ۸۰۷ ق) یا حاجی بکتاش (درگذشته ۷۳۸ ق) دانسته‌اند.*
در نزدیک آق‌شهر از توابع قونیه در ترکیه محلی است که با قفلی بزرگ بسته شده و می‌گویند قبر ملا نصرالدین است.
اکثر منابع اورا نواده بهرام چوبین ذکر میکنند
او را در افغانستان، ایران، ازبکستان و جمهوری آذربایجان، ملا نصرالدین، در ترکیه نصرتین هوجا (خواجه نصرالدین) و در عربستان جُحا (خواجه) می‌نامند. مردم کارها و حرکات عجیب و مضحکی به او نسبت می‌دهند و به داستان‌های او می‌خندند.
قصه‌های ملا نصرالدین از قدیم بر سر زبان هاست.

## ملیت
ایرانیان، ترک‌ها، عرب‌ها، افغانستانی‌ها، قفقازها، هندی‌ها، پاکستانی‌ها و بوسنیایی‌ها عقیده دارند ملانصرالدین متعلق به فرهنگ ایران است.